# Tavistock (Nova Jersey)
Tavistock és una població dels Estats Units a l'estat de Nova Jersey. Segons el cens del 2008 tenia 30 habitants.

## Demografia
Segons el cens del 2000, Tavistock tenia 24 habitants, 7 habitatges, i 7 famílies. La densitat de població era de 37,1 habitants/km².
Dels 7 habitatges en un 57,1% hi vivien nens de menys de 18 anys, en un 71,4% hi vivien parelles casades, en un 14,3% dones solteres, i en un 0% no eren unitats familiars. En el 0% dels habitatges hi vivien persones soles el 0% de les quals corresponia a persones de 65 anys o més que vivien soles. El nombre mitjà de persones vivint en cada habitatge era de 3,43 i el nombre mitjà de persones que vivien en cada família era de 3,43.
Per edats la població es repartia de la següent manera: un 37,5% tenia menys de 18 anys, un 8,3% entre 18 i 24, un 25% entre 25 i 44, un 20,8% de 45 a 60 i un 8,3% 65 anys o més.
L'edat mediana era de 38 anys. Per cada 100 dones de 18 o més anys hi havia 87,5 homes.
La renda mediana per habitatge era de 58.750 $ i la renda mediana per família de 36.875 $. Els homes tenien una renda mediana de 76.250 $ mentre que les dones 46.250 $. La renda per capita de la població era de 14.600 $. Aproximadament el 20% de les famílies i el 21,7% de la població estaven per davall del llindar de pobresa.

## Poblacions més properes
El següent diagrama mostra les poblacions més properes.